# Zachatka
Zachatka – część wsi Kacperków w Polsce, położona w województwie mazowieckim, w powiecie przysuskim, w gminie Potworów. Wchodzi w skład sołectwa Kacperków.
W latach 1975–1998 Zachatka administracyjnie należała do województwa radomskiego.